# 神谷駅
神谷駅（かみやえき）は、静岡県富士市神谷にある岳南電車岳南鉄道線の駅である。駅番号はGD09。

## 歴史
- 1953年（昭和28年）1月20日：岳南鉄道の駅として開業。
- 2013年（平成25年）4月1日：経営移管に伴い、岳南電車の駅となる。

## 駅構造

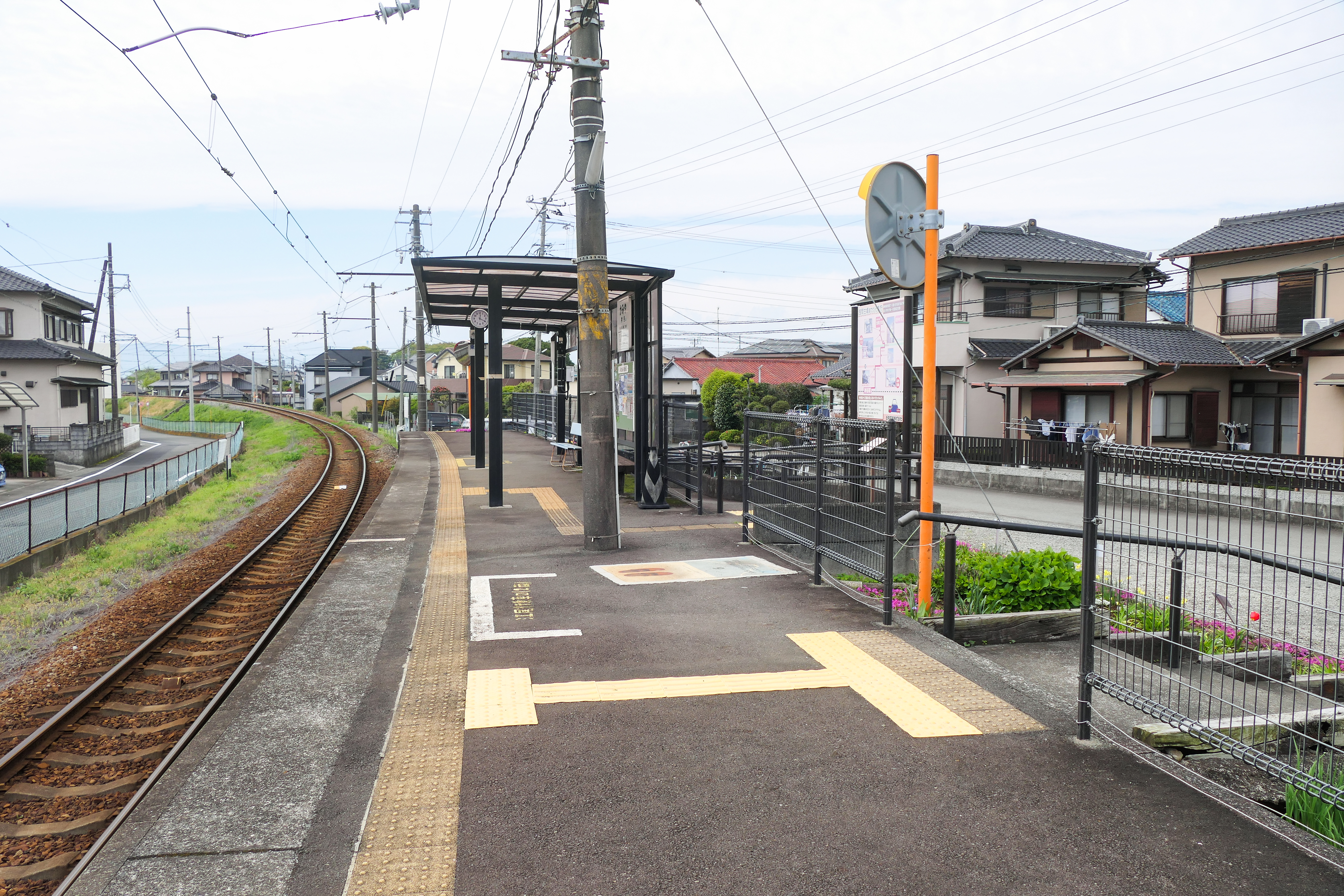
ホーム（2023年4月）

単式ホーム1面1線を有する地上駅。無人駅で駅舎はない。
2002年（平成14年）に改築され、ホームと近くの道の間には段差がないバリアフリー対応駅となっている。

## 利用状況
『静岡県統計年鑑』によれば、1日平均の乗降人員は以下の通りである。
- 2001年度 - 138人（乗車62人・降車76人）
- 2002年度 - 126人（乗車55人・降車71人）
- 2003年度 - 118人（乗車54人・降車64人）
- 2004年度 - 114人（乗車53人・降車61人）
- 2007年度 - 134人（乗車61人・降車73人）

## 駅周辺
神谷駅西側で須津川を渡る。
- 須津公民館
- 須津幼稚園
- 富士市立須津小学校
- 富士市立須津中学校
- 須津簡易郵便局

## 隣の駅
岳南電車
■岳南鉄道線
須津駅 (GD08) - 神谷駅 (GD09) - 岳南江尾駅 (GD10)